# Прапор і герб кантону Нідвальден
Прапор і герб Нідвальдена — офіційні символи кантону Нідвальден.

## Описи
Геральдичний опис герба кантону Нідвальден такий: «Червоний з подвійним білим ключем».
Вексилологічний опис прапора Нідвальда: «Червоний з подвійним білим ключем».

## Історія та значення

Кривавий прапор Священної Римської імперії

Перший прапор Нідвальдена був простим червоним прапором з білим ключем. Його існування засвідчено ще з ХІІІ століття, і саме цей простий ключ на червоному тлі з'явився на полях битви під Земпахом у 1386 році, хоча жителі Унтервальдена, кантону, утвореного між Нідвальденом і Обвальденом, були відомі за межами своїх спільних кордонів з червоно-білим прапором Обвальда.
Мюлемман повідомляє, що відомі джерела згадують про червоний прапор і подвійний ромбоподібний ключ вже в 1422 році в битві під Арбедо і що, як і в випадку з прапором Обвальдена, припускається, що червоний колір походить від Пурпурового прапора Священної Римської імперії. Цей самий прапор з'явився на полях битв у 1499 році під час Швабської війни та в 1512 році в битві при Павії під командуванням Франциска I.
Також у 1512 році Папа Юлій II зробив подвійний ключ квазіофіційним символом запропонувавши нідвальденцям червоний прапор з білим подвійним ключем, який був символом Святого Петра (покровителя Штанса), і включивши мотив Страстей Христових у верхній лівій чверті прапора.

Прапор Священної Римської імперії

Подвійний ключ на цьому папському прапорі дав початок сучасному ключу Нідвальда: його закруглені краї виконані в італійському стилі. Подвійний ключ, за словами Мюлемана, був винайдений Арнольдом ам Штайном, громадянином, який доклав чимало зусиль для досягнення рівності між жителями Обвальдена та Нідвальдена. Мюлеман повідомляє, що Арнольд ам Штайн отримав особливий привілей від Сигізмунда I, імператора Священної Римської імперії, щоб зробити все необхідне для юридичного обґрунтування права Нідвальдена на автономію. Таким чином, подвійний ключ може нагадувати двоголового орла Імперії.
Хоча обидва кантони мали власну внутрішню організацію, за межами своїх кордонів визнавався лише кантон Унтервальден. Тоді було вирішено зобразити обидві частини кантону на гербі та прапорі, а саме подвійний ключ Нідвальдена, оід одного до іншого на полі червоного та срібного різьблених гербів Обвальдена, починаючи з XVII століття, приблизно з 1606 року.
Рішенням Тагзатцунга, що засідав у Цюриху 8 серпня 1816 року, було прийнято рішення щодо герба Унтервальдена, одночасно описавши герб Нідвальдена і врегулювавши вексилологічний конфлікт між Обвальденом та Нідвальденом, коли останній вирішив приєднатися до Конфедерації XXII кантонів у 1815 році.

## Прапор і герб кантону Унтервальден
Кантон Нідвальден часто представлений за межами кантону разом з кантоном Обвальден в утворенні під назвою кантон Унтервальден. Прапор був створений після вексилологічного конфлікту між двома кантонами в 1815 році після повернення Нідвальдена до Конфедерації XXII кантонів. Рішення щодо герба (та прапора) міститься в Офіційному збірнику Тагзатцунга на стор. 44 від 8 та 12 серпня 1816 року.
Геральдичний опис цього герба: «Розcічений, у першій пересіченій частині червоного і срібного кольору вертикальний ключ змінних кольорів, його зубці звернені вправо, що є символом Опвальдена. У другій частині червоного кольору зображений срібний ключ з подвійним стрижнем, розташований вертикально, його зубці звернені вгору, що є символом Нідвальдена».
Прапор показує з боку древка (геральдична права сторона) простий ключ на червоно-білому тлі, а з боку, що майорить, подвійний ключ на червоному тлі..

## Інші вексилологічні та геральдичні зображення
Прапор також випускається у вигляді орифлами, з хвостом або з плоскою основою. Прапор-орифлама кантонів, на якому у верхній частині зображено прапор кантону, а в нижній частині — кольори кантону, називається «повним» прапором.
Герб знаходиться на задніх номерних знаках транспортних засобів, зареєстрованих у кантоні Нідвальден.

Старий герб кантону Унтервальден у XVII-XVIII століттях
Старий прапор кантону Унтервальден у ХІІІ-XVIII століттях
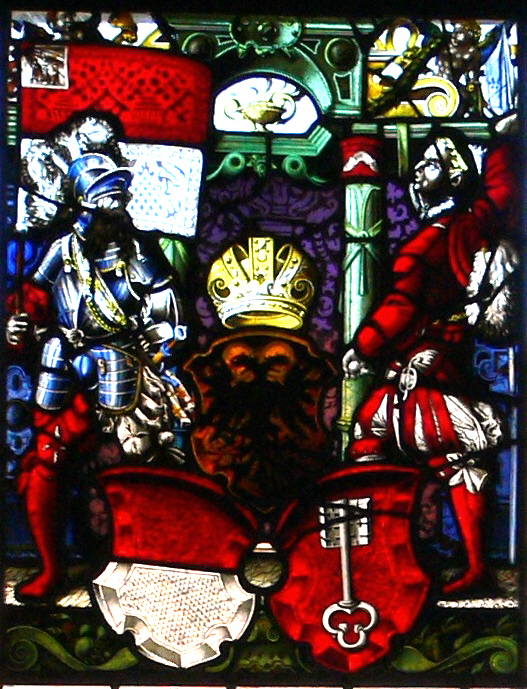
Гербовий вітраж «Унтервальден», Музей Всіх Святих, Шаффгаузен (1501)
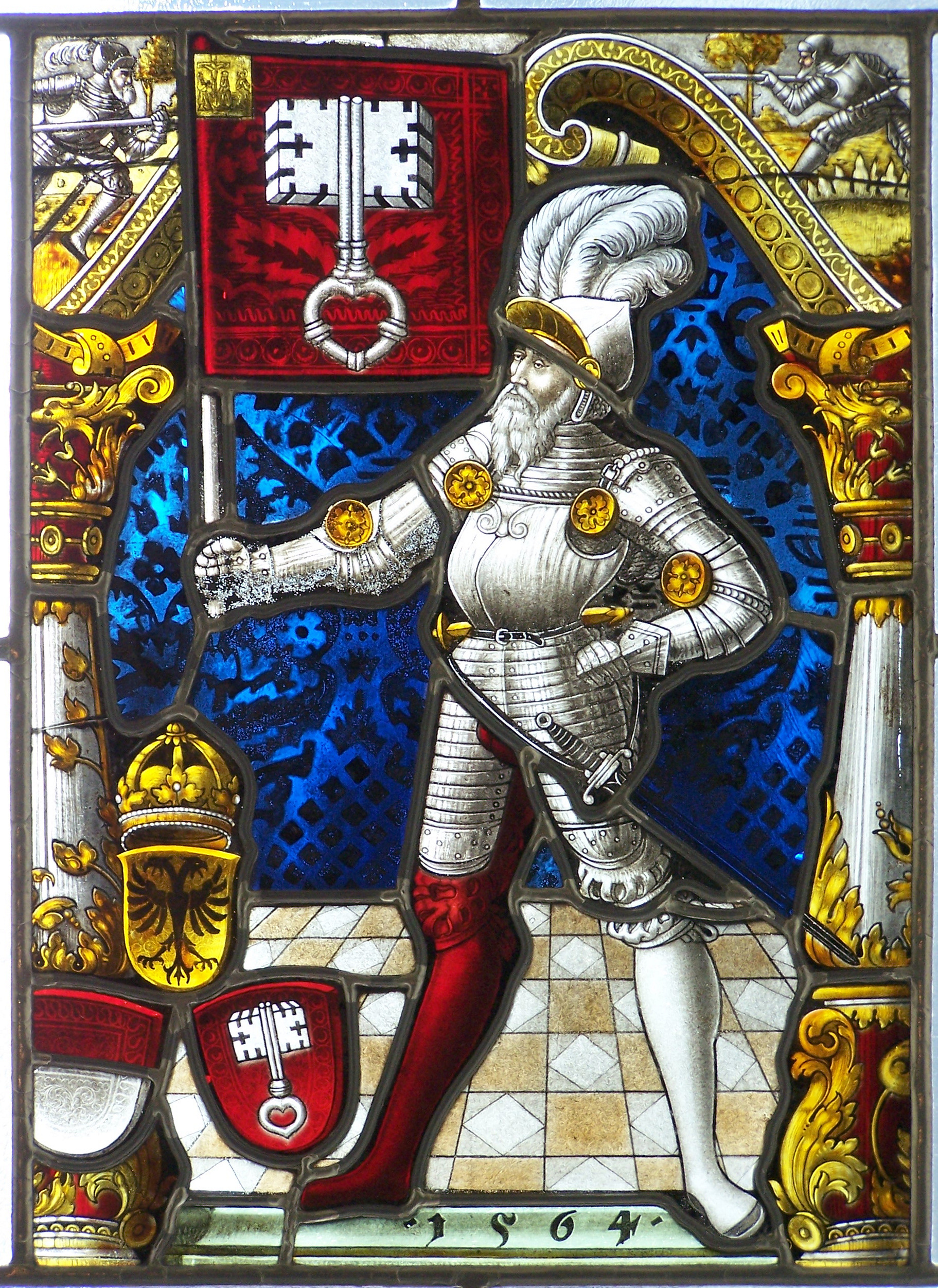
Вітраж у замку Сулковських у Бельсько-Бялі (1564)
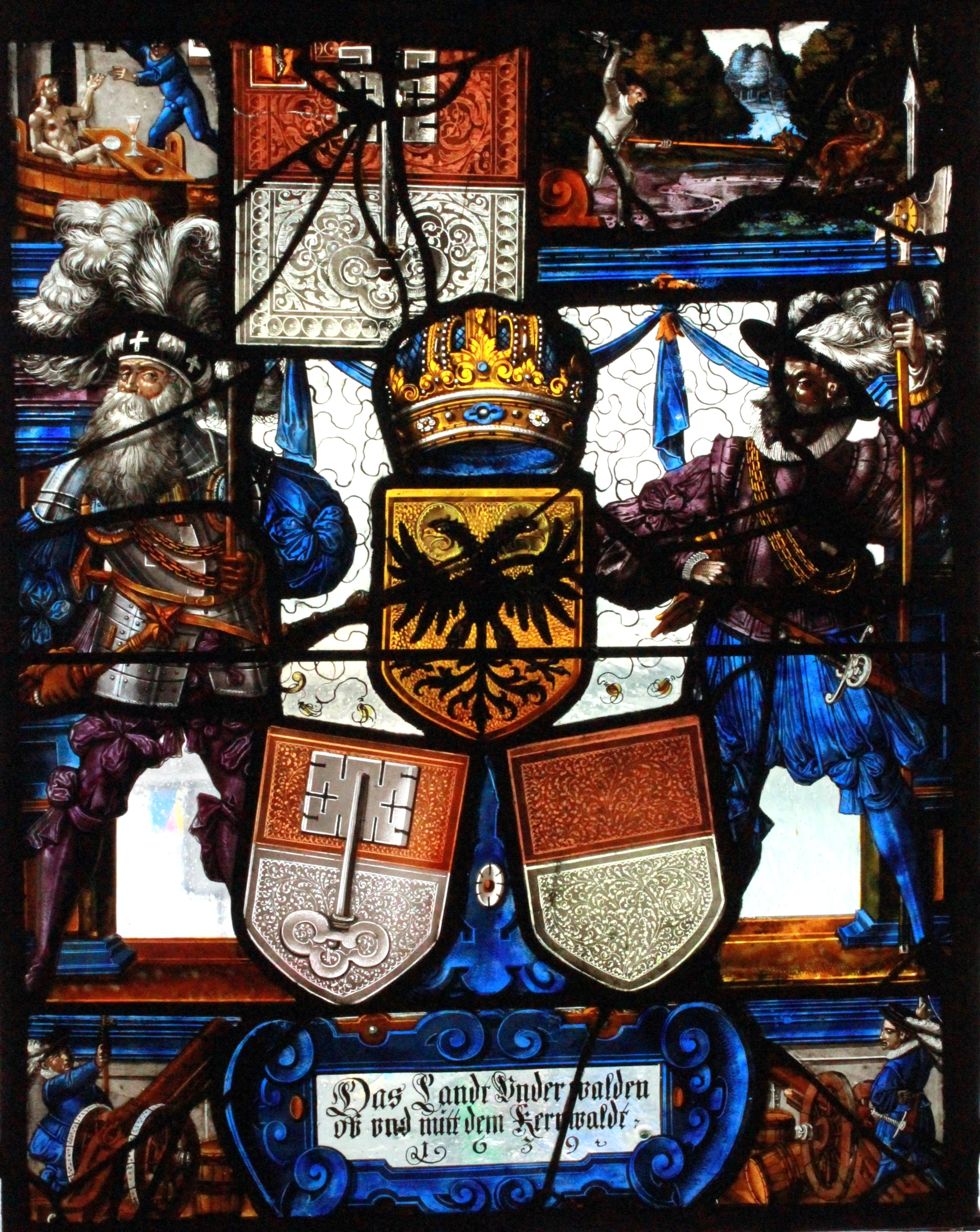
Герб у Громадянській ратуші Земпаха: «Земля Ундервальден над і під Кернвальдом» (1639)
Повний прапор Нідвальдена
Повний прапор Унтервальдена
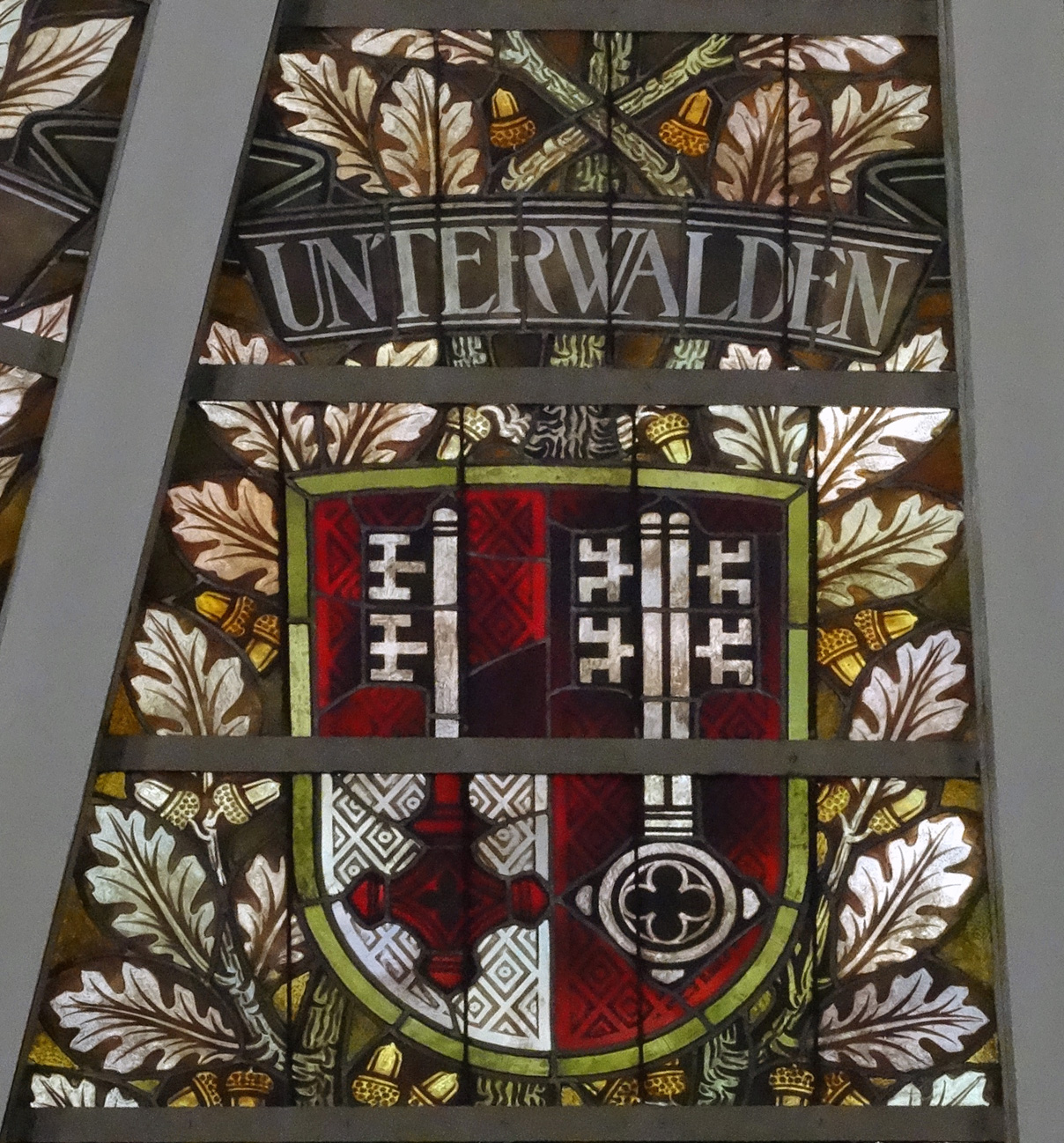
Вітраж із зображенням герба Унтервальдена на куполі Федерального палацу
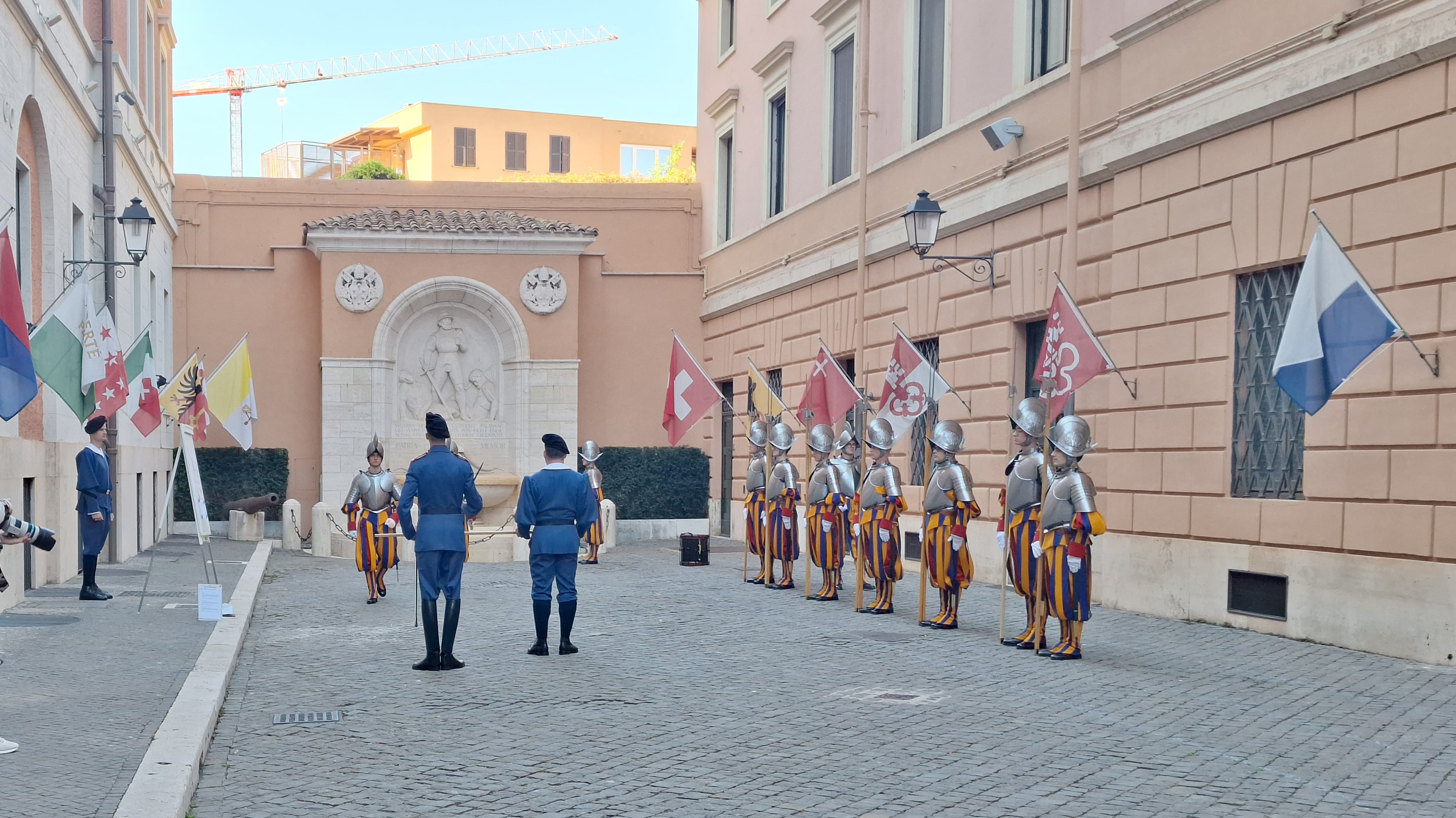
Швейцарська гвардія у Ватикані і прапор Нідвальдена
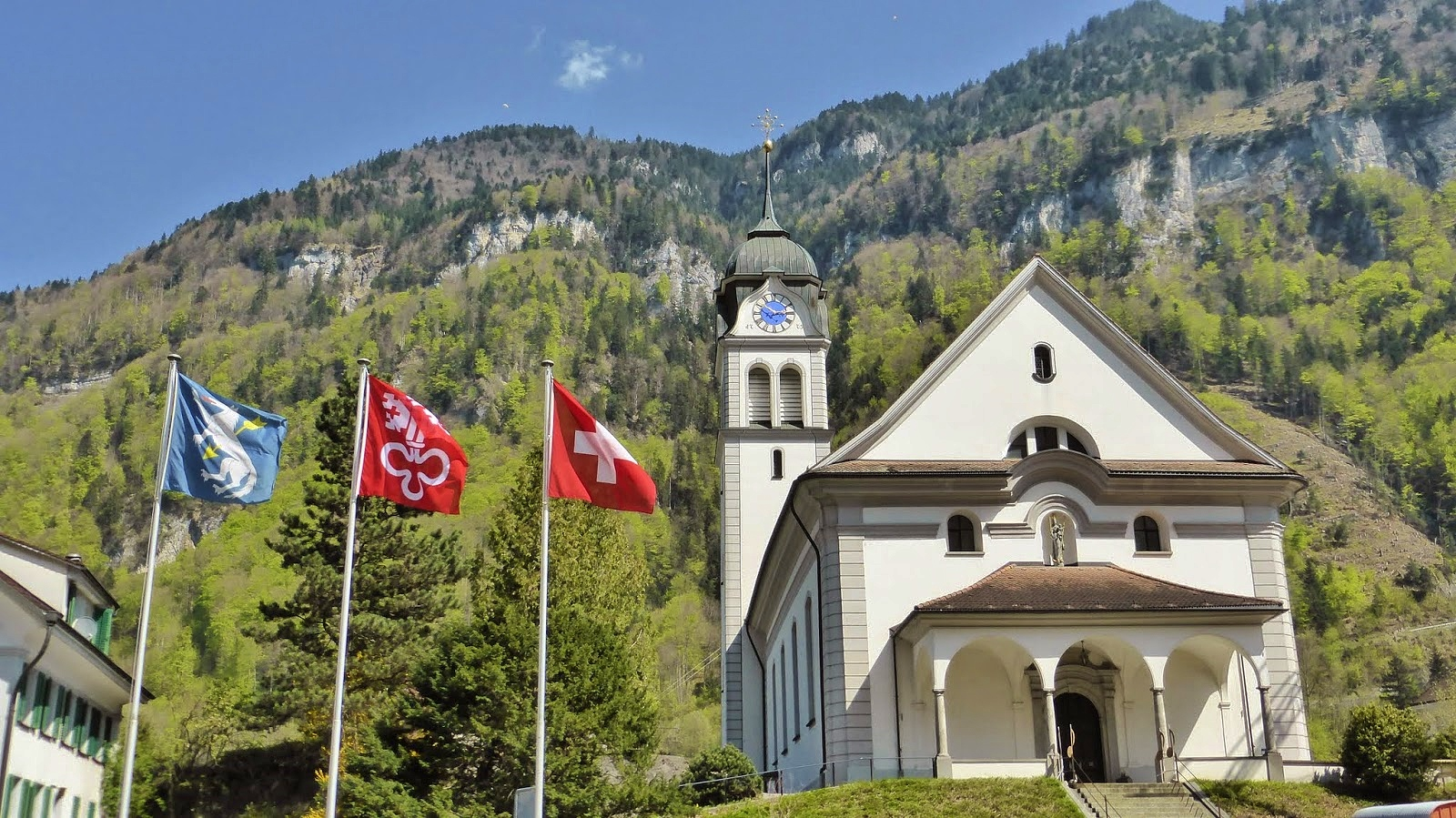
Прапори Вольфеншіссена, Нідвальдена та Швейцарії перед церквою Марії-Гебур
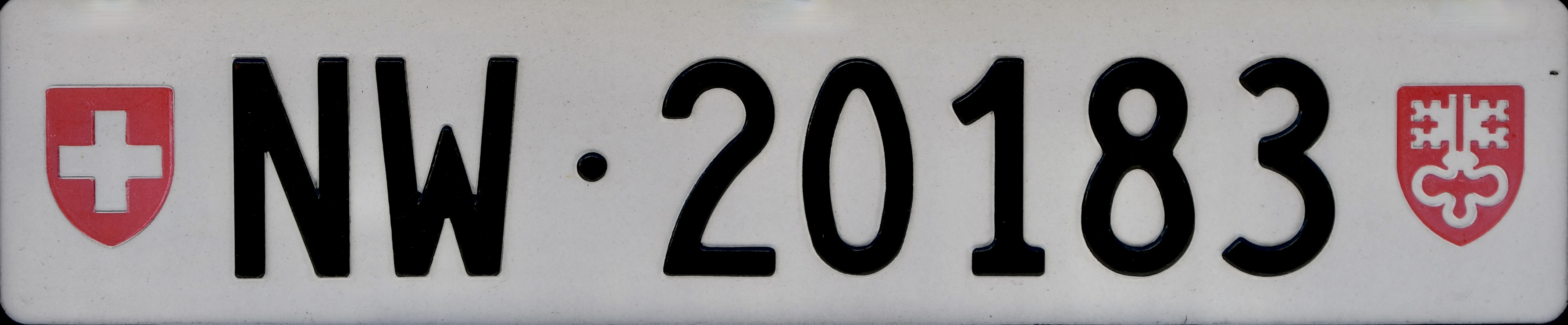
Задній номерний знак Нідвальдена
Лого Нідвальдена